# Scanner Access Now Easy
Scanner Access Now Easy (SANE) és una interfície de programació d'aplicacions (API) que proporciona accés estandarditzat a qualsevol dispositiu d'escaneig d'imatges de tipus mapa de bits. L'API de SANE és de domini públic i la seva discussió i desenvolupament està obert a tot el món. Se sol utilitzar en sistemes GNU/Linux.

## Desenvolupament
SANE difereix de TWAIN en què diferencia clarament els frontend (programes d'usuari) i els backend (controladors dels escànners), disminuint el temps de desenvolupament i la duplicació de codi. Mentre que el controlador TWAIN maneja tant la interfície d'usuari com les comunicacions amb l'escànner, el controlador de SANE només proporciona una interfície amb el dispositiu i descriu un nombre d'"opcions" que controla cada escaneig.
Aquestes "opcions" especifiquen paràmetres com ara la resolució de l'escaneig, l'àrea d'escaneig, el model de color, etc. Cadascuna d'aquestes té un nom i la informació sobre el seu tipus, unitats i rang, o els valors possibles (per exemple, una llista enumerada).
Una conseqüència d'aquesta separació és que s'implementa fàcilment l'escaneig a través de la xarxa, sense un control específic tant dels frontends com els del backends.
Diversos tipus de processament per lots és possible amb un mínim de suport necessari en el backend (controlador). Molts escànners suporten la utilització d'alimentadors de documents que permeten que un gran nombre de fulles de paper siguin escanejades de forma consecutiva. Fent servir l'API de SANE. el frontend simplement ha d'executar el mateix conjunt d'opcions per cada escaneig, controlant l'alimentador de document entre escaneig per carregar el següent full de paper. El frontend només ha d'obtenir el conjunt d'opcions de l'usuari una sola vegada.
La versió 1.0 de l'API de SANE no suporta el control d'escànners mitjançant els botons que incorporen, ja que en el moment del seu disseny no existia aquesta característica. Les versions següents d'aquesta sí que incorporen l'opció.

## Interfícies gràfiques d'usuari
Diverses interfícies d'usuari s'han escrit per combinar SANE amb un mètode d'usuari fàcil de controlar.

### XSane
XSane és un frontend gràfic per al SANE escrit i mantingut per Oliver Rauch. Està disponible per Microsoft Windows, Linux, UNIX i OS/2 sota la llicència GPL. La versió per a Windows només permet accedir a un escànner connectat a un computador Unix, OS/2 o Mac OS X, no en local.

### Simple Scan
Simple Scan és una interfície gràfica d'usuari simplificada per al SANE l'objectiu de la qual és la millor integració en l'escriptori de GNOME que no pas XSane. Va ser escrita inicialment per a Ubuntu i és mantinguda per Robert Ancell de Canonical Ltd. per a Linux.

### gscan2pdf
gscan2pdf és una intefície per a escanejar documents a PDF en l'escriptori de GNOME que usa SANE per a comunicar-se amb l'escànner. La seva llicència és GPL. Inclou eines d'edició bàsiques, com per exemple rotació i retallat de pàgines. També permet l'OCR i desar un PDF cercable.

### SwingSane
SwingSane és un frontend per a SANE, escrit i mantingut per Roland Quast. Està disponible per a Microsoft Windows, Linux i Mac OS X sota la llicència Apache 2.0.